# Karsten Tadda
Karsten Tadda (* 2. November 1988 in Bamberg) ist ein ehemaliger deutscher Basketballspieler.
Mit Bamberg wurde er von 2010 bis 2012 dreimal in Folge Gewinner deutscher Meister und Pokalsieger. 2023 gewann er mit Bonn die Champions League. 2012 erhielt Tadda von Bundestrainer Svetislav Pešić seine erste Einberufung ins Aufgebot der Herrennationalmannschaft. Bis 2019 kam er auf 89 A-Länderspieleinsätze. Tadda bestritt des Weiteren insgesamt 640 Spiele in der Bundesliga und setzte sich an die Spitze der ewigen Bestenliste der Liga.

## Laufbahn
Taddas Vater war selbst Basketballspieler und trainierte seinen Sohn auch in der Jugend beim SV Gundelsheim. Karsten Tadda selbst konnte sich für Auswahlmannschaften empfehlen und wurde in das vom Erstligisten geleitete Nachwuchsförderprogramm „Franken 1st“ aufgenommen. In diesem Programm spielte er für den TSV Tröster Breitengüßbach in der 2006 neu eingerichteten Nachwuchs-Basketball-Bundesliga und erreichte in einer Mannschaft mit unter anderem Tim Ohlbrecht und Sajmen Hauer das Final-Four-Turnier, wo man im Halbfinale den von Per Günther angeführten Phoenix Hagen unterlag. Als Doppellizenzspieler trug er gleichzeitig auch die Farben der Güßbacher Zweitligamannschaft, die sich für die neu geschaffene ProB qualifizierte. Im März 2008 wurde er erstmals Youngster des Monats in dieser Spielklasse. In der darauffolgenden Spielzeit 2008/09 wurde er nicht nur zum ProB-Spieler des Monats Oktober 2008, sondern mit durchschnittlich gut 19 Punkten pro Spiel und knapp 4 Assists zum Youngster des Jahres 2009 ernannt.
Ab 2007 trainierte er dann nicht mehr nur noch im Profikader der Brose Baskets mit, sondern wurde auch als Doppellizenzler in acht Erstliga-Spielen der Bundesliga-Saison 2007/08 eingesetzt. Unter dem neuen Trainer Chris Fleming erspielte er sich in der folgenden Spielzeit einen festen Platz in der Rotation der eingesetzten Spieler und wurde gut zehn Minuten pro Spiel in 22 Spielen eingesetzt. Seine Rolle bestand insbesondere in Verteidigungsaufgaben und zudem gelegentlich im Angriff, durch Würfe aus der Distanz hinter der Dreipunktelinie Gefahr auszustrahlen. In der Bundesliga-Saison 2009/10 wurde er in allen Spielen eingesetzt, mit den Bambergern erreichte er den fünften Hauptrundenplatz, man steigerte sich in den Play-offs und errang nach dem Pokalsieg auch erneut die Meisterschaft, die sie zuvor 2007 zum letzten Mal gewonnen hatten. Dieses zum ersten Mal errungene Double verteidigten sie in der Bundesliga-Saison 2010/11. In der höchsten europäischen Spielklasse EuroLeague kam man jedoch zweimal nicht über die erste Gruppenphase hinaus. In der Bundesliga-Saison 2011/12 wurde Tadda mit Bamberg wieder deutscher Meister sowie Pokalsieger. 2013 und 2015 kamen mit Bamberg weitere Meistertitel hinzu.
Nachdem er von 2015 bis 2016 für die Gießen 46ers gespielt hatte, stand Tadda in der Saison 2016/17 in Diensten von Ratiopharm Ulm, im Juni 2017 unterschrieb er bei den EWE Baskets Oldenburg. Mit den Niedersachsen erreichte er zweimal das Halbfinale um die deutsche Meisterschaft. 2021 wechselte er zu einem weiteren Bundesligisten, den Telekom Baskets Bonn. Mit der Mannschaft gewann er im Mai 2023 die Champions League. In der Bundesliga wurde Tadda als Bonner Mannschaftskapitän in der Saison 2022/23 mit den Rheinländern Erster der Hauptrunde und letztlich Zweiter der deutschen Meisterschaft. Tadda verpasste die entscheidenden Spiele um die deutsche Meisterschaft, da er vor dem dritten Halbfinalspiel am Rücken operiert werden musste.
Im Sommer 2023 kehrte er nach Bamberg zurück. Im April 2025 kündigte er an, seine Spielerlaufbahn mit dem Abschluss der Saison 2024/25 zu beenden.

### Nationalmannschaft
Als Auswahlspieler errang Tadda mit der deutschen Juniorennationalmannschaft den Turniersieg bei der U20-Europameisterschaft 2008 der Division B und schaffte damit die Rückkehr in das Feld der besten Junioren-Auswahlmannschaften Europas. Mit der A2-Nationalmannschaft nahm er 2009 und 2011 an der Universiade teil. Nachfolger des ehemaligen Bamberger Vereinstrainers Dirk Bauermann als Bundestrainer der Herren-Auswahl wurde 2012 Svetislav Pešić, der Tadda erstmals in den Kader der A-Nationalmannschaft der Herren berief.

## Erfolge
- Deutscher Meister mit Bamberg: 2010, 2011, 2012, 2013, 2015
- Deutscher Pokalsieger mit Bamberg: 2010, 2011, 2012
- Champions-League-Sieger mit Bonn: 2023